# 푸니타키
푸니타키(스페인어: Punitaqui)는 칠레 코킴보 주 리마리 현의 코무나이다.